# Гилрой, Пол
Пол Гилрой (англ. Paul Gilroy; род. 16 февраля 1956, Бетнал-Грин, Большой Лондон) — британский социолог, историк культуры и критический расовый теоретик. Доктор философии, эмерит-профессор UCL. Лауреат премии Хольберга (2019). Член Британской академии (2014), Королевского литературного общества, а также иностранный почетный член Американской академии искусств и наук (2018). Заслужил репутацию бесстрашно откровенного в вопросах расы и расизма публичного темнокожего интеллектуала.

## Биография и творчество
Сын Берил Гилрой, а его отец состоял в компартии.
Одной из его любимых книг в детстве была книга Рэйчел Карсон «Море вокруг нас».
Окончил Сассекский университет (бакалавр искусств), получил докторскую степень в Centre for Contemporary Cultural Studies. Занимался музыкой, работал журналистом.
С 2019 профессор UCL, директор-основатель Sarah Parker Remond Centre (2019—2024). С 2012 числился в Королевском колледже Лондона.
Являлся именным профессором на кафедре социологии ЛШЭ (в 2005—2012). В 2002—2005 именной профессор (Charlotte Marian Saden Professor) Йеля. В 1995—1999 профессор в Голдсмитс-колледже.
Живет и работает в Лондоне. Как отмечают, он зарекомендовал себя крупной интеллектуальной фигурой благодаря своему исследованию культур расизма в Британии There Ain’t No Black in the Union Jack (1987). О своей второй книге высказывался, что думает, что многие молодые люди «использовали рамки „Черной Атлантики“ в качестве своего рода когтеточки, на которой можно было заточить свои собственные когти и разработать альтернативные способы смотреть на вещи» (он хотел назвать книгу «Земли обетованные: современность и двойное сознание в Черной Атлантике», но издатель дал свое название).
В его третьей крупной работе Against Race (2000) акцент сместился с культуры расизма на вопрос самой расы, им прослеживается стойкость расового мышления в популярных средствах массовой информации после фашизма. Его книга «Между лагерями», как отмечают: «Опирается на поразительный спектр культурных отсылок от обсуждения нацистской эстетики и тропов хип-хопа до корпоративного мультикультурализма и мысли о забытом поколении чернокожих интеллектуалов, чтобы пролить свет на его аргументацию, и сочетает ее с острой моральной серьезностью».
Получил почетные докторские степени Голдсмитс-колледжа, а также университетов Льежа и Сассекса.
Автор книг: There Ain’t No Black in the Union Jack (1987), The Black Atlantic: Modernity and Double Consciousness (1993), Against Race (2000), Postcolonial Melancholia (2005), Darker Than Blue (2010). Соавтор The Empire Strikes Back: Race and Racism in 1970s Britain (1982). Публиковался в Critical Quarterly, Cultural Studies, Ethnicities, International Journal of Cultural Studies и Third Text.